# Станіславські
Станіславські — шляхетські роди Королівства Польського.
За даними о. Каспера Несецького ТІ, існували роди Станіславських наступних гербів.

## Станіславські гербу Гриф
- Станіслав Станіславський — підвоєвода краківський

## Станіславські гербу Косьцєша
- Власне Раковські гербу Косьцєша

## Станіславські гербу Пилява
Прізвище походить від Станіславиць у Радомському повіті
- Пйотр Станіславський
- Каспер — стольник сандомирський, ротмістр Й. К. М.
- Каспер — підчаший сяноцький
- Балтазар Станіславський
- Міхал Станіславський
- Адам Станіславський
- Міхал Єжи Станіславський
- Міхал Зиґмунт Станіславський

## Станіславські гербу Радван
Представлені у Варшавській землі.

## Станіславські гербу Роля
Представлені в Куявському воєводстві.
- Катажина — дружина Яна Воєнковського

## Станіславські гербу Сулима в Прусії
Були дідичами Станіславиць поблизу Тчева.
- Януш Станіславський

## Станіславські гербу Шеліга
Представлені в Сєрадзькому воєводстві.